# Havířov v květech

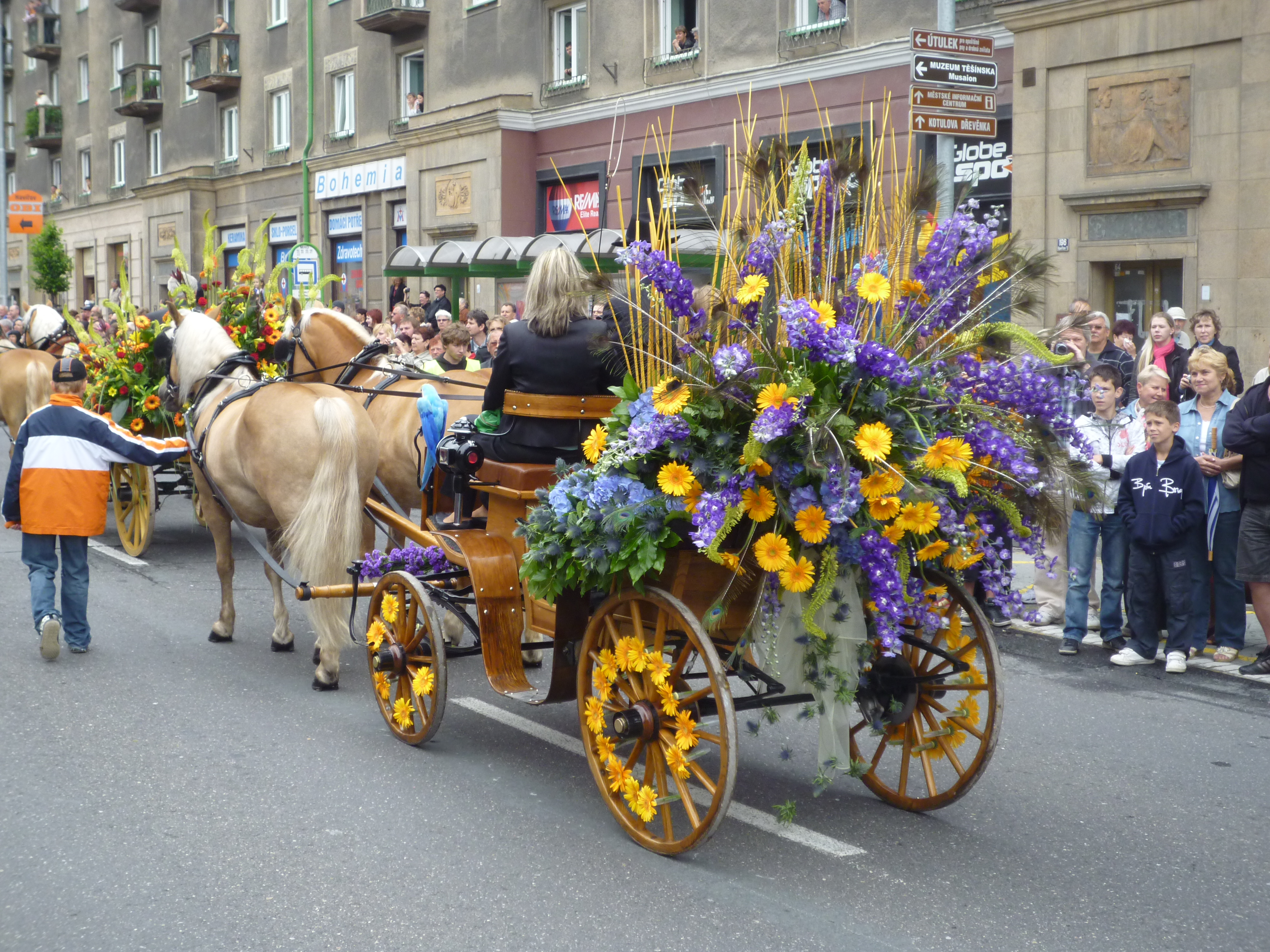
Alegorický koňský kočár na Hlavní třídě

Havířov v květech byla kulturní akce určená k oslavě léta a květin pořádána v letním období ve městě Havířov. Hlavní složkou akce je průvod alegorických vozů s květinovou výzdobou, přehlídka mažoretek, pochodové hudby, tanečních souborů, různých kulturních, sportovních skupin a historických automobilů. Po celý den se na území města pořádali různé květinové výstavy, soutěže a kulturní akce.

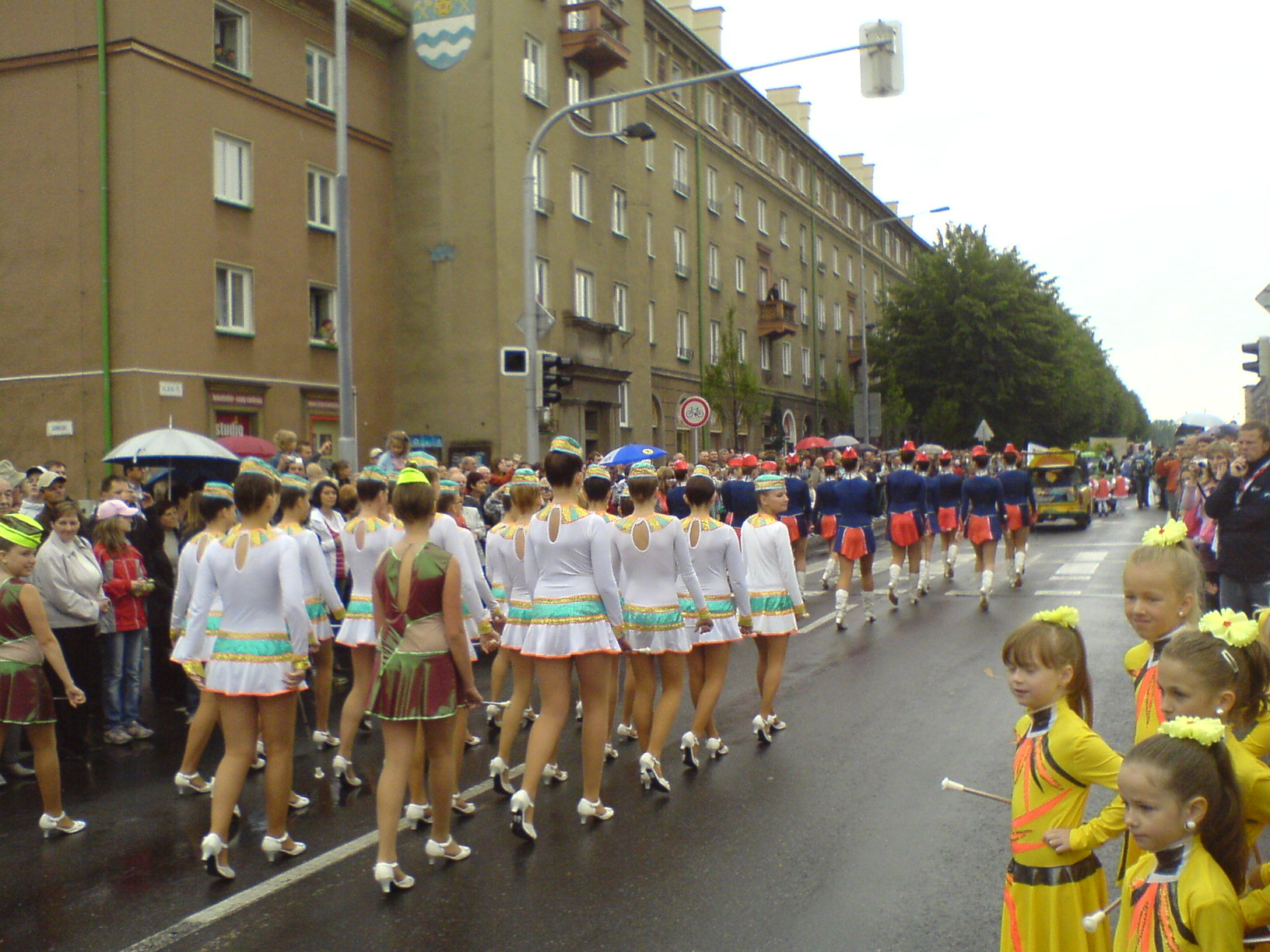
Mažoretky na křižovatce Hlavní třídy a ulice Gorkého

## Historie
Dne 6. září 1973 byla v klubu Bytoslav (dnešní bar Tři sedmy) slavnostně otevřena výstava květin, které se účastnily různé zahradnické podniky a spolky z celé republiky. Následující den se v prostorách budovy Pavko Korčagin (dnešní Magistrát města) otevřela přehlídka zahradnických dovedností podniku Rekultivace Havířov. Celá výstava vyvrcholila v neděli 9. září akcí nazvanou Havířov v květech. Tato akce obsahovala květinové korzo v podobě 17 alegorických vozů, vyzdobených zahradníky a aranžéry z Prahy, Bratislavy a Havířova. Součástí průvodu byly tři hornické dechovky, taneční vystoupení folklórní skupiny závodního klubu Dolu Hlubina, selská svatba v kočárech a několik tanečních skupin. Konec průvodu byl uzavřen pánskou jízdou na koních složenou ze zaměstnanců podniku Rekultivace Havířov.
V 80. letech (1981, 1982, 1984, 1986, 1988) měla akce jedno až dvouleté přestávky. Po roce 1989 se akce na plných 20 let přerušila. Důvodem bylo zrušení některých podniků starajících se o akci, zvláště pak podniku Rekultivace Havířov. Dalším důvodem bylo samozřejmě i zvýšení cen květin a pohonných hmot. Po několika neúspěšných pokusech se roku 2009 tradice obnovila. V roce 2015 však radní rozhodli že tato akce bude znovu zrušená z důvodu nedostatku financí. 

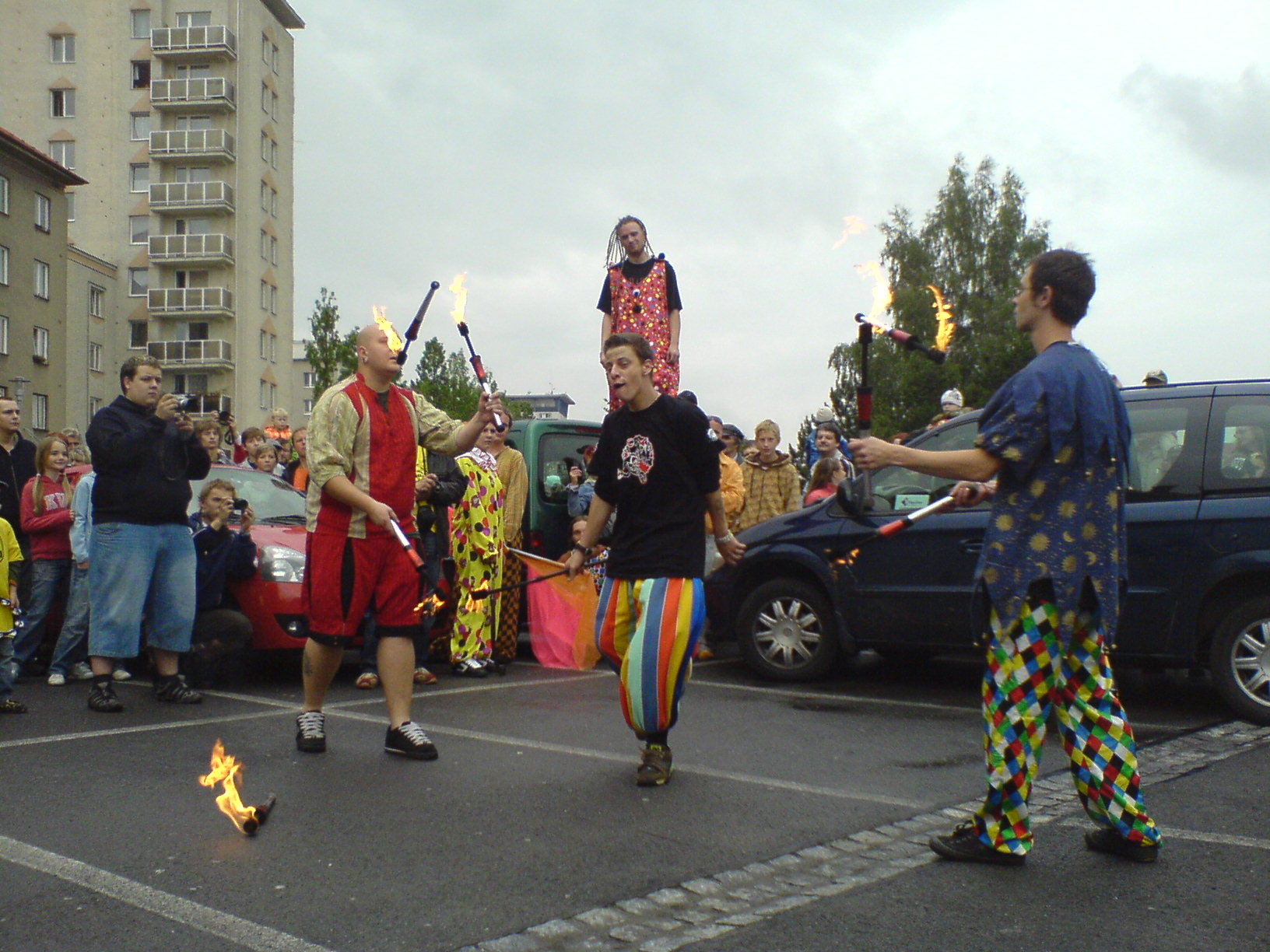
Kejklíři a žongléři na Centrálním parkovišti

## Jednotlivé ročníky
- 1. ročník (9. září 1973) - součást výstavy květin, 17 alegorických vozů, tři hornické dechovky, taneční vystoupení folklorní skupiny závodního klubu Dolu Hlubina, selská svatba v kočárech a několik tanečních skupin, pánská jízda na koních
- 2. ročník (27. - 31. srpen 1974) - součást akce „Z“, použito 180 000 květinových a zelených rostlin na ploše 1859 m2, módní přehlídka a výstava květin spolu se semináři na pěstování a aranžování v Hotelu Merkur, filmové a divadelní představení, 50 alegorických vozů, 16 lidových souborů, zahájení výstavy kaktusů
- 3. ročník (21. - 28. srpen 1975) - akce začala na odborném učilišti Výstavby OKR třídenním II. setkáním 110 mladých zahradníků, kde se konaly besedy, přednášky, exkurze a promítání. 25. února se ve Kulturně-společenském domě konala výstava kaktusů. Ve dnech 27. - 29. srpna vyvrcholila akce módní přehlídkou před obchodním domem Budoucnost.
- 4. ročník (1976)
- 5. ročník (27. srpen 1977) - 50 alegorických vozů, 30 folkloristických a dechových hudeb, mažoretky, atd. Průvod byl rozdělen do tematických částí (první část reprezentovala květinovou stránku města, druhá byla věnovaná k 60. výročí VŘSR, do třetí části byli zařazené vozy a skupiny charakterizující průmyslovou část města a čtvrtá představovala pohádkovou říši) a uzavřen vozy z NDR a Polska. Průvod byl snímán a poté odvysílán v Československé Televizi v odpoledních hodinách. Konec celé akce uzavírala módní přehlídka v KDPB.
- 6. ročník (26. srpen 1978) - letecká akrobacie předvedena dvěma sportovními letadly, 54 alegorických vozů, dvě skupiny mažoretek, národopisné soubory z Československa a Polska, dohromady 84 ukázek. Rozdělení průvodu - první část s tematikou k oslavě 30. Výročí Vítězného února, druhá část obsahovala 36 alegorických vozů s tematikou průmyslového a hospodářského odvětví Severomoravského kraje. Akce byla zakončena Galakoncertem vítězných souborů ZUČ v KDPB.
- 7. ročník (1. září 1979) - akce je součástí Dne horníků a energetiků, přehlídka národopisných souborů v Letním kině, jezdecké závody TJ OKR-Rekultivace na hřišti TJ ČSAD, výstava kaktusů a sukulentů, ukázky scénického tance
- 8. ročník (30. srpen 1980) - výstavy, lidové soubory, dechové soubory důlních podniků, přehlídka koní a poníků, květinové zobrazení postav z televizních Večerníčků
- 9. ročník (27. srpen 1983) - akce opět v rámci oslav Dne horníků a energetiků s mottem „Tisíce květů budovatelům socialismu“, přehlídka dechových orchestrů, desítek souborů písní a tanců
- 10. ročník (31. srpen 1985) - alegorické vozy, národopisné soubory, dechové orchestry, jezdecké odpoledne na hřišti ČSAD (kopaná na koních, uherská pošta, skoky, ukázky koňských spřežení, atd.), ostravská desítka „Zlý muž - zlá žena“ v KDPB a ve Společenském sále Reneta „Varieté z Renety“
- 11. ročník (29. srpen 1987) - jezdecké odpoledne na hřišti ČSAD, přehlídka folklórních souborů v Letním kině, zakončení akce galakoncertem na Zimním stadioně
- 12. ročník (31. srpen - 3. září 1989) - 31. srpen - 3. září se konala ve Společenské domě Reneta výstava bonsají, 1. - 3. září se v závodním klubu národního podniku Bytostav konala výstava květin, ovoce a zeleniny, 2. září průvod s 45 alegorickými vozy vyzdobených květinami a pohádkovými motivy, dechovými hudbami, mažoretkami, národopisnými soubory, jezdecké odpoledne na hřišti ČSAD, národopisné soubory z Moravy a Slovenska v Letním kině, galakoncert (národopisné a taneční soubory, skupina Michala Davida Alegro, KTO, TOČR Felixe Slováčka, aj.) na Zimní stadioně a společenský večírek ve Společenském domě Reneta

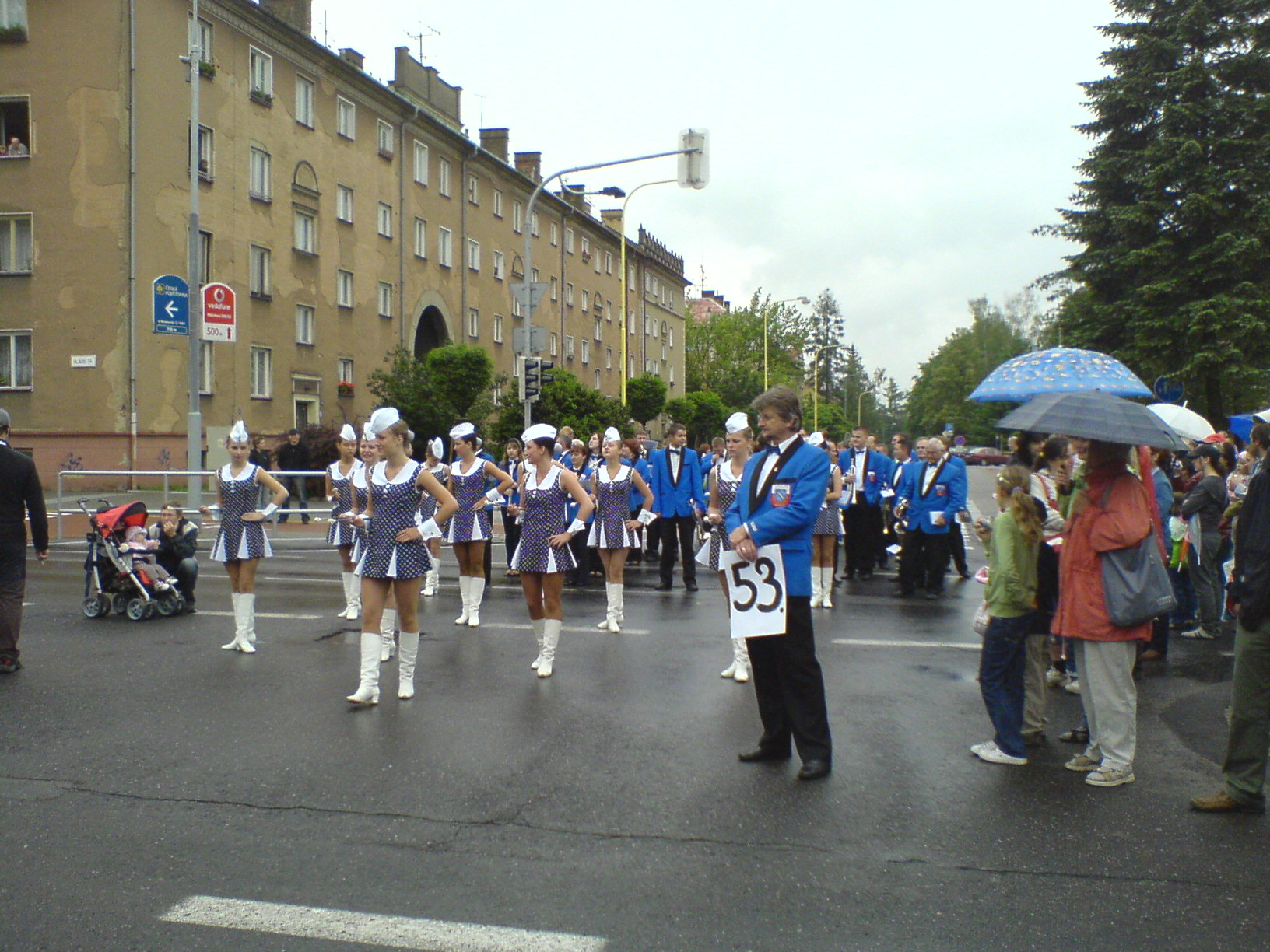
Mažoretky a dechová hudba na křižovatce Hlavní třídy a ulice Svornosti

- 13. ročník (20. červen 2009) - akce rozdělena na tři části - floristická (floristická soutěž na téma Pohádkové postavičky - vítězný výtvor Krteček a autíčko), promenádní (alegorické vozy, kočáry, dechové orchestry, folklorní soubory, mažoretky, sportovní kluby, žongléři, bubeníci a žáci mateřských a základních škol) a doprovodný kulturní program na Náměstí Republiky (folklorní soubor Vonička a Błędowianie, dechový orchestr Azeťanka, vystoupení základních a mateřských škol, Maxim Turbulenc, Michal David, Limit Dance a Maniak Aerobic, Daniel Nekonečný)

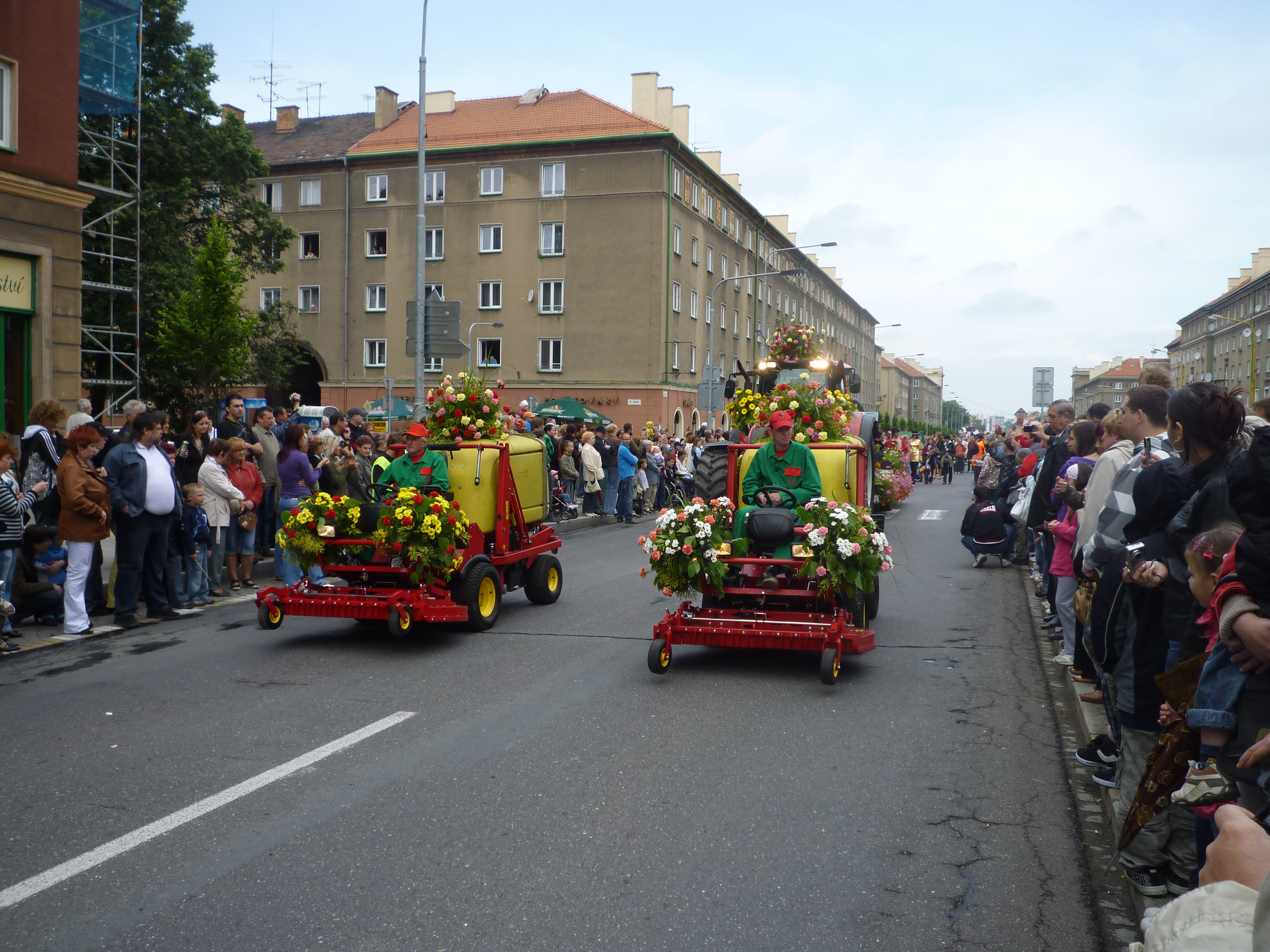
Alegorické multikáry na Hlavní třídě

- 14. ročník (19. červen 2010) - floristická soutěž na téma Zvířata (vítězný dospělý výtvor Volavka a dětský Motýl), alegorické vozy, dechové hudby, mažoretky, kejklíři, tanečníci, jezdci na koních, psovodi, žáci mateřských a základních škol a pojízdný zvěřinec (sněžný tygr, opice a lama), kulturní program na Náměstí Republiky (Eva a Vašek, Čechomor, folklórní soubory z Česka, Polska a Slovenska, Miro Šmajda, Mig 21 a Rednex) a na závěr půlnoční ohňostroj, celkem použito 15 000 květin
- 15. ročník (18. červen 2011) - floristická soutěž na téma Postavy z Večerníčků, alegorické vozy, dechové soubory, mažoretky, brazilské tanečnice, bubeníci, jezdci na koni čele s primátorem Havířova, kulturní program na Náměstí Republiky (křest maskota, Jožka Černý, Věra Špinarová, vystoupení mateřských a základních škol, Dalibor Janda, Jiřina Anna Jandová, Ben Cristovao, Janek Ledecký a Žentour, Brasil show, Drak - ohňový příběh), celkem použito 16 000 květin
- 16. ročník (16. červen 2012) - floristická soutěž na téma 10 divů světa, alegorické vozy, jezdci na koních, mažoretky, dechové soubory, kulturní program na Náměstí Republiky (Eva a Vašek, Exotic Dance, Elvis Presley Band, Hradišťan, vystoupení základních a mateřských škol, Kristína, Peter Bende, Brasil Show Praha, Lunetic, Grupo Caliente Bratislava, Petr Kolář a na závěr ohňostroj)
- 17. ročník (15. červen 2013) - floristická soutěž na téma Příroda je mocná čarodějka, květinový průvod městem (alegorické vozy, dechové soubory, mažoretky, velbloudi, slon, různé havířovské spolky, základní i mateřské školy), stánkový prodej s občerstvením a různými dalšími věcmi, kolotoče, kulturní program na Náměstí Republiky (Jožka Černý, vystoupení základních a mateřských škol, Dara Rolins, Rytmus, Grupo Caliente Bratislava, Boney M. Party Group, Brasil Show Praha, No Name a na závěr ohňostroj)
- 18. ročník (21. červen 2014) - floristická soutěž na téma Na Selském Dvoře, květinový průvod městem (alegorické vozy, dechové soubory, mažoretky, různé havířovské spolky, základní i mateřské školy), stánkový prodej s občerstvením a farmářskými trhy, kolotoče, kulturní program na Náměstí Republiky (Pěvecké a hudební talenty ZUŠ B. Martinů Havířov, Eva a Vašek, folklórní soubory Vonička a Błędowianie, vystoupení základních a mateřských škol, 4TET, Ewa Farna, Olympic a na závěr ohňostroj)
- 19. ročník (20. červen 2015) - floristická soutěž na téma Pohádkové postavičky z podzemí (vítězný výtvor socha Draka), květinový průvod městem (alegorické vozy, dechové soubory, mažoretky, různé havířovské spolky, krojovaní horníci), stánkový prodej s občerstvením a farmářskými trhy, kolotoče, kulturní program na Náměstí Republiky a u sportovní haly Slavia (Drobnosti Milana Drobného s hostem Yvettou Simonovou, Buty, Hradišťan, Gentlemen Singers, Romano Stilo a taneční sólisté Cirque de Soleil, Marek Ztracený, Hana Zagorová, Rock'n'roll band Marcela Woodmana, Čechomor a na závěr ohňostroj)
- 20. ročník (16. červen 2018) - floristická soutěž na téma Století české pohádky (vítězný výtvor Králici z klobouku Bob a Bobek),květinový průvod městem (alegorické vozy, dechové soubory, mažoretky, různé havířovské spolky, historické automobily), stánkový prodej s občerstvením, kolotoče, Ukázky adrenalinových sportů, jízda na oslících, zážitkové jízdy na vojenské technice, vojenský tábor, Statické ukázky vojenské techniky, výstava v KD Radost - České dějiny – figuríny významných osobností, výstava v Galerii kina Centrum - Z historie Havířova v květech, bohatý kulturní program na Náměstí Republiky (Miejska Orkiestra Dęta Dąbrowa Górnicza, Bečkovi Chlapci, Folklorní soubory Hajduki a Vonička, Markéta Konvičková, Daniel Nekonečný, 4TET, Ondřej Havelka a Melody Makers, Rock'n'roll band Marcela Woodmana, ohňostroj a na závěr Nazareth.